# Cyberbully - Pettegolezzi online
Cyberbully - Pettegolezzi online (Cyberbully) è un film per la televisione del 2011 diretto da Charles Binamé, mandato in onda per la prima volta il 17 luglio 2011 su ABC Family.
La ABC Family ha lavorato con la rivista Seventeen per fare il film sperando di cominciare a far riflettere sulla gravità del bullismo e cercando di cancellarlo.
È stato girato a Montréal e dal 7 febbraio 2012 è in formato DVD.

## Trama
Taylor Hillridge vive insieme alla madre single Kris e al fratello minore Eric. Le sue migliori amiche sono Samantha Caldone e Cheyenne Mortenson. All'inizio del film Taylor lascia su Internet un commento non innocuo ma meritato a una sua compagna di classe, Lindsay Fordyce, che frequentemente ingiuria online i compagni e che si è molto offesa per l'insulto di Taylor. Per il suo diciassettesimo compleanno Taylor riceve in regalo dalla madre un computer nuovo e ne è entusiasta perché così è libera di andare online senza che la madre la controlli. Frattanto, il ragazzo che le piace, Scott Ozsik, la invita ad andare con lui al ballo della scuola e lei accetta. Cheyenne ne è contenta, ma a Samantha non piace Scott in quanto, in precedenza, ella usciva con il suo amico che l'ha lasciata poco dopo.
Taylor si iscrive al social network Cliquester (allusione ad Ask.fm, sul quale si sono verificati numerosi casi di cyberbullismo e suicidi conseguenti), dove presto comincia a ricevere cyberbullismo: il che prosegue quando Eric, arrabbiato perché la sorella non gli ha lasciato usare il portatile, entra nell'account di Taylor, hackerandolo, e scrive un messaggio diffamatorio su sua sorella; così gli studenti della scuola cominciano ad insultare Taylor e lei comincia ad aver paura di affrontare le sue amiche a scuola.
Taylor conosce on-line anche un ragazzo di nome James Petitious e pensa semplicemente che sia un tipo carino. Presto, però, comincia a girare online la voce che Taylor sia andata a letto con lui e gli abbia attaccato una malattia venerea: i compagni di scuola di Taylor credono alla notizia e comincia un duro bullismo per cui nei giorni che seguono Taylor viene etichettata come “donna facile" e "sgualdrina", Cheyenne e Samantha non vogliono più starle vicine, Scott ritira il proprio invito al ballo, Lindsay gira un video in cui insulta Taylor con il nome di "sgualdrina" e lo diffonde online.
Taylor arriva a un punto di rottura e non ritorno, quindi posta un video online dicendo che non può più vivere con se stessa, che si odia alla fine e che è costretta a farla finita. Samantha, però, vede il video, chiama allarmata la madre, ed insieme le due riescono a sventare il suicidio portando Taylor in ospedale. Sua madre, ancora sotto shock per la reazione della figlia, cerca di fare qualcosa: denuncia Lindsay al padre di lei, ma la ragazza nega la bugia sulle malattie veneree e il padre di lei, avvocato, respinge la donna in nome della "libertà di parola". La signora poi va dal preside della scuola, sia, invano, da degli avvocati, al fine di far approvare una legge che impedisca il cyberbullismo in modo da evitare che anche altri ragazzi ne siano vittime come Taylor (nel discorso della donna è menzionata la storia di Megan Meier, che vittima di cyberbullismo si suicidò e a cui è ispirata la trama del film). Più tardi, la madre suggerisce a Taylor di andare in un gruppo di sostegno, perché ha bisogno di aiuto e non può più negarlo: frequenta il gruppo anche Caleb, un compagno di classe di Taylor, che sta attraversando il suo stesso problema essendo gay, più altri ragazzi ognuno con un problema per cui è bersagliato a scuola: così Taylor pian piano riesce a riprendersi e gestire meglio questa sua situazione, e dal dottore che gestisce il gruppo apprende dei mezzi possibili per contrastare il cyberbullismo.
Intanto Samantha, sconvolta dalla fine che stava per fare Taylor, fa a questa una confessione: chi ha creato il profilo di "James" e ha pubblicato quel falso video su di Taylor è stata lei, sia per gelosia verso Scott, sia per "proteggere" Taylor da lui ed evitare che Scott lasciasse Taylor come era accaduto a Samantha; ancora scossa, peraltro, Samantha torna a casa e scopre che lei stessa ora è vittima di cyberbullismo, chiamata "bugiarda" e "cicciona". Scopertolo, Taylor, pur non volendo ancora parlare a Samantha, le racconta del gruppo di sostegno che l'ha aiutata e, infine, la perdona riprendendo così la loro amicizia.
Un giornalista nel frattempo accoglie la richiesta di aiuto della madre di Taylor: gira un'intervista televisiva a Samantha e Taylor sull'accaduto, portando Samantha a capire e far capire la gravità del gesto di lei, che è pari al bullismo che è meglio noto a tutti. Tornata a scuola Taylor, insieme a Samantha, Cheyenne, Caleb e Scott, rimproverano aspramente Lindsay per la sua abitudine di insultare le persone online, dopodiché la vita torna alla normalità.

## Accoglienza
Il film ha ricevuto un giudizio generalmente positivo dal Common Sense Media, che ha dato al film 4 stelle su 5 affermando che "Cyberbully è un ottimo punto di partenza per parlare ai ragazzi dei veri pericoli che esistono online. Il film fa un buon lavoro mettendo le cause principali di questo tema tra cui: l'anonimato che esiste on-line, le scappatoie legali che negli USA permettono questo bullismo, la pressione delle persone riguardo alle relazioni digitali di cui sono circondati i ragazzi e la devastazione emotiva che il bullismo infligge alle sue vittime e alle loro famiglie"
Cyberbully ha totalizzato 3,4 milioni di visite alla sua uscita ufficiale. È diventato il numero uno dei film tv della settimana, e il secondo film tv più visto della stagione 2010-2011.